# Triple enquête
Pour plus de détails, voir Fiche technique et Distribution.
Triple enquête  est un film français réalisé par Claude Orval et sorti en 1948.

## Synopsis
Un policier mène trois enquêtes simultanément.

## Fiche technique
- Titre : Triple enquête
- Réalisation : Claude Orval
- Scénario : Georges Jaffé
- Dialogues : Jacques Chabanne
- Musique: Marcel Landowski
- Production : Codo-Cinéma
- Photographie : Marc Bujard
- Montage : Renée Guérin
- Décors : Aimé Bazin et Louis Le Barbenchon
- Son : Robert-Jean Philippe
- Format :  Noir et blanc  - Son mono
- Société de distribution : Filmonde
- Pays de production :  France
- Genre :  Film policier
- Durée : 82 minutes
- Date de sortie :	France - 30 juin 1948

## Distribution
- Dorette Ardenne
- Junie Astor
- Simone Cerdan : l'infirmière
- Suzy Prim
- Madeleine Suffel
- Maurice Lagrenée : Jean Fournier
- Antonin Berval
- Fernand Fabre
- Rivers Cadet
- Colette Mareuil
- Palmyre Levasseur
- Georges Vitray
- Philippe Richard
- Lucien Hector
- Victor Vina : le juge d'instruction